# Tàngara de matollar bigotuda
La tàngara de matollar bigotuda (Chlorospingus parvirostris) és un ocell de la família dels passerèl·lids (Passerellidae).

## Hàbitat i distribució
Habita boscos i clars, generalment a prop de l'aigua, a les muntanyes, del centre i sud de Colòmbia, est de l'Equador, est del Perú i oest de Bolívia.